# Culey-le-Patry
Culey-le-Patry – miejscowość i gmina we Francji, w regionie Normandia, w departamencie Calvados.
Według danych na rok 1990 gminę zamieszkiwało 300 osób, a gęstość zaludnienia wynosiła 38 osób/km² (wśród 1815 gmin Dolnej Normandii Culey-le-Patry plasuje się na 596. miejscu pod względem liczby ludności, natomiast pod względem powierzchni na miejscu 654.).